# Plastiki

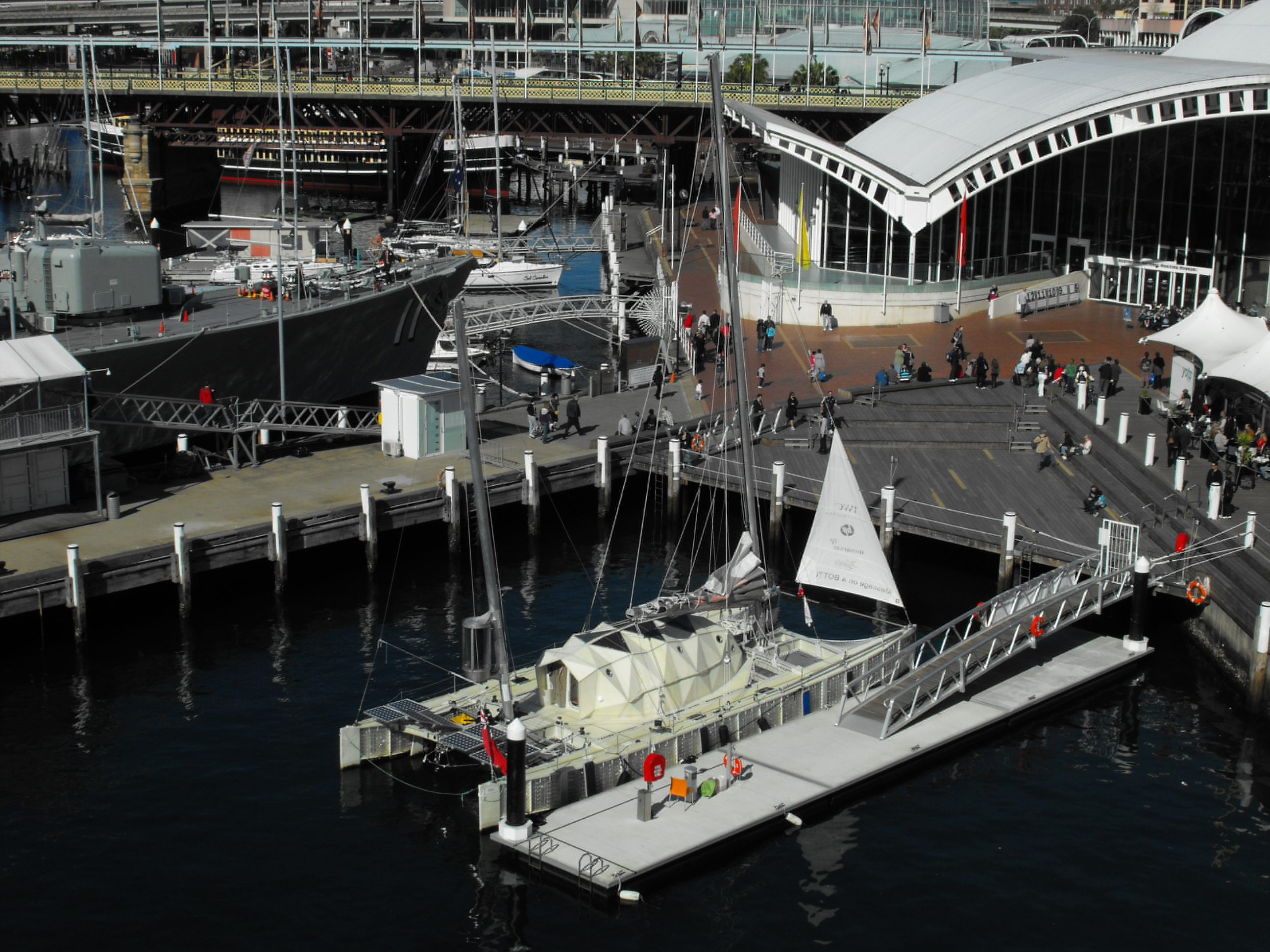
Il Plastiki visto dall'alto.

Il Plastiki è un catamarano misurante 18m di lunghezza costruito con 12.500 bottiglie di plastica riciclate ed altri oggetti in PET.

## Progetto
Il mezzo è stato costruito secondo il metodo Cradle to Cradle ed includendo fonti di energia pulita tra cui pannelli fotovoltaici, pale eoliche ed un generatore alimentato tramite biciclette poste a poppa.
Il progetto è stato disegnato dall'ingegnere navale australiano Andrew Dovell e messo in pratica da David Mayer de Rothschild ed il suo team.
Il nome è ispirato al Kon-Tiki, l'imbarcazione su cui l'esploratore norvegese Thor Heyerdahl attraversò il Pacifico.

## Storia
Il 20 marzo 2010 il catamarano salpò da San Francisco con un equipaggio di sei persone per intraprendere lo stesso viaggio di Thor Heyerdahl.
L'imbarcazione entrò nel porto di Sydney il 26 luglio dello stesso anno seguita da una piccola flottiglia di curiosi.
Il Plastiki è stato esposto all'Australian National Maritime Museum di Darling Harbour, quale ispirazione per le generazioni future, fino all'agosto 2010.